# Kletsk

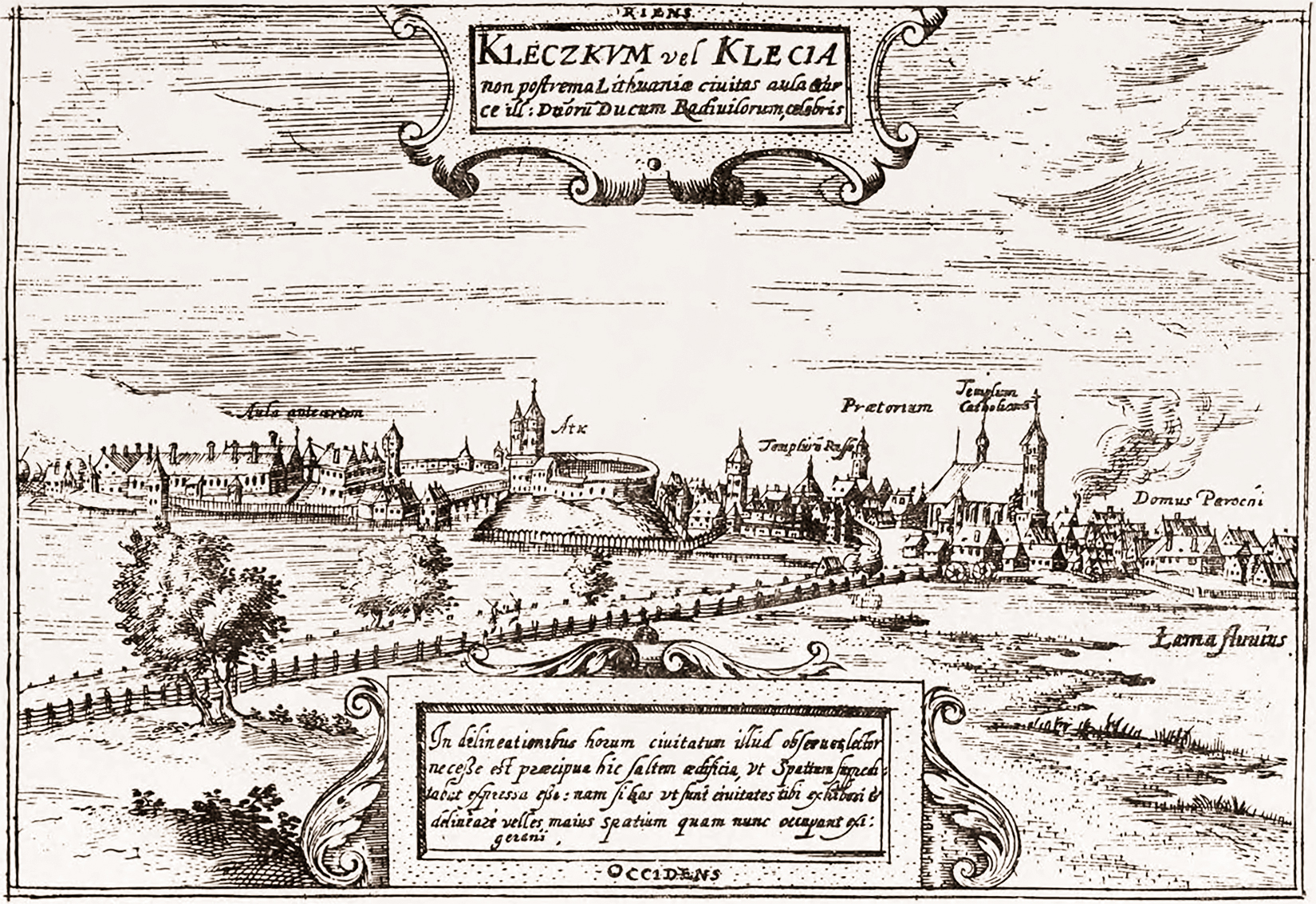
Staden Kletsk.

Kletsk (belarusiska: Клецк, ryska: Клецк, polska: Kleck) är en stad i Minsks voblast i Belarus. 
År 2016 hade staden 11 317 invånare.
I området kring staden har ett antal slag hållit utspelat sig. Två av dessa är slaget vid Kletsk år 1506 mellan soldater från Litauen och Krimkhanatet samt slaget vid Kletsk år 1706 mellan svenska och ryska förband.